# موتشة (بشت أربابا)
موتشة (بالفارسية: موچه) هي مستوطنة تقع في إيران في قسم بشت أربابا الريفي.